# Reprezentacja Węgier na Mistrzostwach Europy w Wioślarstwie 2010
Reprezentacja Węgier na Mistrzostwach Europy w Wioślarstwie 2010 liczyła 15 sportowców. Najlepszymi wynikami było 7. miejsce w jedynce mężczyzn.

## Medale

### Złote medale
Brak

### Srebrne medale
Brak

### Brązowe medale
Brak

## Wyniki

### Konkurencje mężczyzn
- jedynka (M1x): Péter Galambos – 7. miejsce
- dwójka bez sternika (M2-): Adrián Juhász, Béla Simon – 10. miejsce
- dwójka podwójna wagi lekkiej (LM2x): Róbert Rácz, Tamás Varga – 11. miejsce
- czwórka bez sternika wagi lekkiej (LM4-): Péter Krpesics, Balázs Markgruber, Péter Bártfai, Péter Vermes – 13. miejsce

### Konkurencje kobiet
- dwójka podwójna wagi lekkiej (LW2x): Anna Alliquander, Zsuzsanna Hajdú – 10. miejsce
- czwórka podwójna (W4x): Evelyn Tóth, Krisztina Gyimes, Katalin Szabó, Beáta Sáska – 8. miejsce